# Copelatus senegalensis
Copelatus senegalensis là một loài bọ cánh cứng trong họ Bọ nước. Loài này được Lagar & Hernando miêu tả khoa học năm 1991.